# Terremoto de San Carlos de 1953
El Terremoto de Cachapoal de 1953, o también llamado Terremoto de San Carlos de 1953 o Terremoto del Ñuble de 1953, fue un sismo registrado el 6 de mayo de 1953 a las 13:16 horas (UTC-4), cuya magnitud fue de 7.6 grados en la escala de Richter y IX, e incluso X grados en algunas partes, en la escala de Mercalli. Si bien fue uno de los terremotos más grandes de Chile, no produjo tanto daño al no haber mucha población en la zona afectada.
Se pudo apreciar desde Coquimbo hasta Castro (de norte a sur) y desde el Gran Concepción hasta el Gran Buenos Aires (de oeste a este). Los pueblos más afectados fueron San Fabián de Alico, el cual quedó interrumpido por derrumbes en el camino y hubo un muerto, y Cachapoal; en este último el 100% de las estructuras quedaron con graves daños y hubo cinco muertos. Luego seguían San Carlos, Coihueco y Chillán, donde hubo pánico por el terremoto anterior ocurrido apenas 14 años antes. También hubo daños en Gran Concepción, Los Ángeles, Lebu, Talca, Parral y Angol. La zona más austral de comunicación era San Fernando, debido a que el terremoto cortó las comunicaciones incluso para Punta Arenas, que no fue afectada.
Murieron doce personas, 40 quedaron heridas y 11 750 personas quedaron sin hogar.